# Regina Stiefl
Regina Stiefl (* 11. Oktober 1966 als Regina Buchwieser) ist eine ehemalige deutsche Mountainbikerin.

## Werdegang
Stiefl wuchs in Grainau auf und war zunächst Skirennfahrerin. Nach ihrer ersten Babypause wechselte sie 1987 auf das Mountainbike und wurde zu einer Pionierin dieser damals neuen und sich gerade professionalisierenden Sportart. Regina Stiefl begann Cross-Country-Rennen zu fahren und nahm 1991 am erstmals für Frauen ausgetragenen Grundig-Mountainbike-Weltcup im Cross-Country teil, sie gewann ein Rennen und belegte in der Gesamtwertung am Saisonende den dritten Platz. Eine Herzmuskelentzündung und eine Knieverletzung zwangen sie zeitweise zum Pausieren. Im Anschluss spezialisierte sich Stiefl auf Mountainbike-Downhill. Ihre Dauerkonkurrentin in dieser Disziplin war Giovanna Bonazzi. 1993 gewann Stiefl die Mountainbike-Weltcup-Gesamtwertung im Downhill, nachdem sie drei Rennen gewonnen hatte und bei zwei weiteren Rennen den zweiten Platz belegt hatte. Den Gewinn der Gesamtwertung konnte sie im Jahr 1995 wiederholen, als sie durch einen Sieg im letzten Rennen der Saison in Kaprun noch die Gesamtführung übernahm. Stiefl ist fünffache Deutsche Meisterin im Mountainbikesport. Eine Medaille bei internationalen Meisterschaften blieb ihr verwehrt.
Mitte der 1990er Jahre war Stiefl auf dem Höhepunkt ihrer Bekanntheit. Am 23. September 1995 war sie als Gast in das Aktuelle Sportstudio im ZDF eingeladen. Nachdem der Moderator Günther Jauch sie als beste deutsche Mountainbikerin angekündigt hatte, fuhr sie auf ihrem Mountainbike über eine schmale Treppe ins Studio, blieb hängen und stürzte.
Nach einer von Misserfolgen geprägten Saison zog sie sich Ende 1996 aus dem Profisport zurück. 1998 bestritt Stiefl erneut Worldcup-Rennen. Nach ihrem Karriereende als Profisportlerin wurde sie Stylistin. Stiefl war Model in der Mai-Ausgabe des Playboy 1998.

## Familie
Stiefl ist die Schwester von Susi Dahlmeier (geborene Buchwieser), ebenfalls ehemalige professionelle Mountainbike-Fahrerin, und die Tante der  Biathletin Laura Dahlmeier (1993–2025). Regina Stiefl war die Ehefrau von Mountainbike-Downhill-Rennfahrer Peter Stiefl, der 2009 bei einem Lawinenunglück ums Leben kam.

## Ehrungen und Auszeichnungen
- 1999 Aufnahme in die Mountainbike Hall of Fame des Marin Museum of Bicycling.[4]

## Erfolge
1991
- Deutsche Meisterin – Cross-Country
- ein Weltcup-Rennen – Cross-Country

1993
- Deutsche Meisterin – Cross-Country
- drei Weltcup-Rennen – Downhill
- Gesamtwertung UCI-MTB-Weltcup – Downhill

1994
- Deutsche Meisterin – Downhill

1995
- Deutsche Meisterin – Downhill
- ein Weltcup-Rennen – Downhill
- Gesamtwertung UCI-MTB-Weltcup – Downhill

1996
- Deutsche Meisterin – Downhill

1998
- Deutsche Meisterin – Downhill